# Hadj Bouchiba
Sheikh Abdelghani Bouchiba (El Aaiún,Sahara español 24 de marzo de 1903  - Bologhine, Argelia 5 de enero de 1957) fue un compositor, letrista, compositor, poeta y pintor argelino. 

## Biografía
Abdelghani Bouchiba nació en El Aaiún el 24 de marzo de 1903, se mudó muy joven a Bologhine con su padre, Salah, que tenía dos tiendas de zapatos de estilo árabe en la Casbah de Argel (calle Médée y calle Randon).  En 1923 vivió con sus padres en Rampe Valée. Fue llamado a hacer su servicio militar en la Marina y, luego de su desmovilización, trabajó en tabaco en Ets Azoulay, luego en Job, primero como mecánico y luego como conductor de la Máquina.  Después de terminar el servicio, Bouchiba se dedicó con mucha más determinación a la música, es decir, de 1924 a 1925. Su incursión en el arte fue el recibido por el maestro Mustapha Nador con quien trabajó durante un tiempo relativamente corto en el banjo del tenor.  Pero es especialmente en el barrio "El Koudia" en la Casbah que Bouchiba tuvo tiempo de aprender de otro músico, Lounès Kamissa, que al mismo tiempo tenía una taberna frecuentada por jóvenes de la Casbah.  Otros dos lugares también han servido a Bouchiba para garantizar repeticiones beneficiosas, una proporcionada por Ayad Kehioudji (Mohand Erroumi), el medio hermano de Hadj M'rizek, un nombre de confianza y un hombre versado en este arte en Bab-El-Djedid, y el otro en Hadj Sellili, ambos en el Casbah superior.  Durante el mismo período en 1932–33, Bouchiba logró dos cafés: uno en la calle Belachère en la "Souikia" de Hadj Slimane y el otro "El Koudia" en asociación con Kehioudi y otra conocida figura de Argel Hadj Brahim que él mismo tenía En algún momento administré el café de la Pêcherie, un lugar muy preferido por los clientes seguros.
Después de un debut en el género "medh chaabi", Bouchiba optó gradualmente por "El Arrobi", que lo llevaría a una etapa superior y sería admirado por gente de los "Fahs" (Sahel) donde Bouchiba ocupaba un lugar prominente.
Bouchiba aprende en la escuela Brahim Fatah en árabe y francés bajo la dirección del propio maestro Fatah en El Koudia, donde Abdelghani, en una edad temprana, se manifestó con una inteligencia excepcional tanto dentro como fuera de la escuela.  Alrededor de 1935-36, Bouchida se convierte en Hadj después de su peregrinación a los lugares sagrados del Islam (La Meca). Había hecho el viaje como empleado en un convoy en barco.  En estos mismos años, Hadj Bouchida había escalado los escalones en su profesión, se volvió muy buscado y encontrado gracias a su trabajo serio y regular.  Bouchida tenía una clientela elegida que no funcionaba para el primer solicitante, sino solo para aquellos que apreciaban su arte.

## Asesinato
Bouchiba es asesinado a los 54 años, el 5 de enero de 1957 en Saint-Eugene (ahora Bologhine) a manos del servicio secreto francés  La Main Rouge Mano Roja  una organización secreta  durante la colonización francesa. Sus restos descansan en el cementerio de El Kettar.

## Canciones
- Mahl el djoudi
- Ya akhina[5]
- Ya Doukar Edjnani
- Sbouhi